# Théâtre 71
 (juin 2016).
Le théâtre 71, inauguré en 1971 à Malakoff, est une scène nationale depuis 1992. 

## Historique

### Les débuts
Le metteur en scène Guy Kayat fonde en 1961, avec Claire-Lise Charbonnier, la compagnie Charbonnier-Kayat à la Maison des jeunes de la Porte de Vanves, puis à Malakoff. Ils dispensent des cours d'art dramatique aux jeunes de la ville. À partir de 1968, Kayat et Charbonnier dirigent un festival annuel à dominante théâtrale, le Mai culturel de Malakoff. Les créations sont jouées dans divers lieux de la ville (théâtre de verdure, stade Marcel-Cerdan, usine désaffectée, marché...), mais la ville manque d'une véritable salle de spectacles. 
Lors du réaménagement de la place du 11-Novembre, la ville fait construire un théâtre de 516 places. Ouvert en 1971, le théâtre 71 est d’abord un Centre d’animation culturelle et Guy Kayat en prend la direction. Inauguré par Jacques Duclos, il est baptisé 71 en hommage à la Commune de Paris qui fête son centenaire. Le lieu se veut un symbole de la décentralisation et d’un engagement politique.

### Scène nationale
À la mort de Guy Kayat en 1983, Pierre Ascaride et Édith Rappoport lui succèdent. Acteur et metteur en scène, Pierre Ascaride a commencé sa carrière en 1965 au Théâtre quotidien de Marseille, puis a travaillé au sein de la compagnie le Théâtre de la Salamandre entre 1972 et 1977. 
En 1986, le théâtre 71 devient centre d’action culturelle. En 1989, Édith Rappoport quitte la co-direction et Pierre Ascaride reste seul directeur. En 1990, un incendie dû à un incident technique ravage le théâtre qui doit fermer. Rénové, il rouvre et reçoit le label « scène nationale » du ministère de la Culture. En 1992, le théâtre prend par ailleurs la direction du cinéma d'art et essai Marcel-Pagnol qui vient d'ouvrir ses portes. 
La programmation est essentiellement consacrée au théâtre français et international, mais aussi au théâtre d’objets pour adultes, via le festival MAR.T.O, un festival annuel de marionnettes et objets, dont le théâtre 71 accueille une partie des spectacles à partir de 2000.  
En 2005, le cinéma quitte la rue Pierre-Larousse pour s'installer, en 2007, dans de nouveaux locaux construits à l’angle des rues Béranger et Augustine-Variot. Le passage au numérique a lieu en 2013, mais le cinéma a fait le choix de conserver en parallèle son projecteur argentique pour continuer de diffuser des films n'existant qu'en 35 mm.  
Le théâtre se dote en 2009 d'une salle de répétition, la Fabrique des arts, installée au 21 ter boulevard de Stalingrad, dans une salle de cinéma qui n'a jamais fonctionné et que la municipalité a rachetée pour un euro symbolique. Après vingt-sept saisons, Pierre Ascaride quitte en 2011 la direction du théâtre. À son départ, les archives du théâtre sont versées aux Archives départementales des Hauts-de-Seine. 

### Après 2011

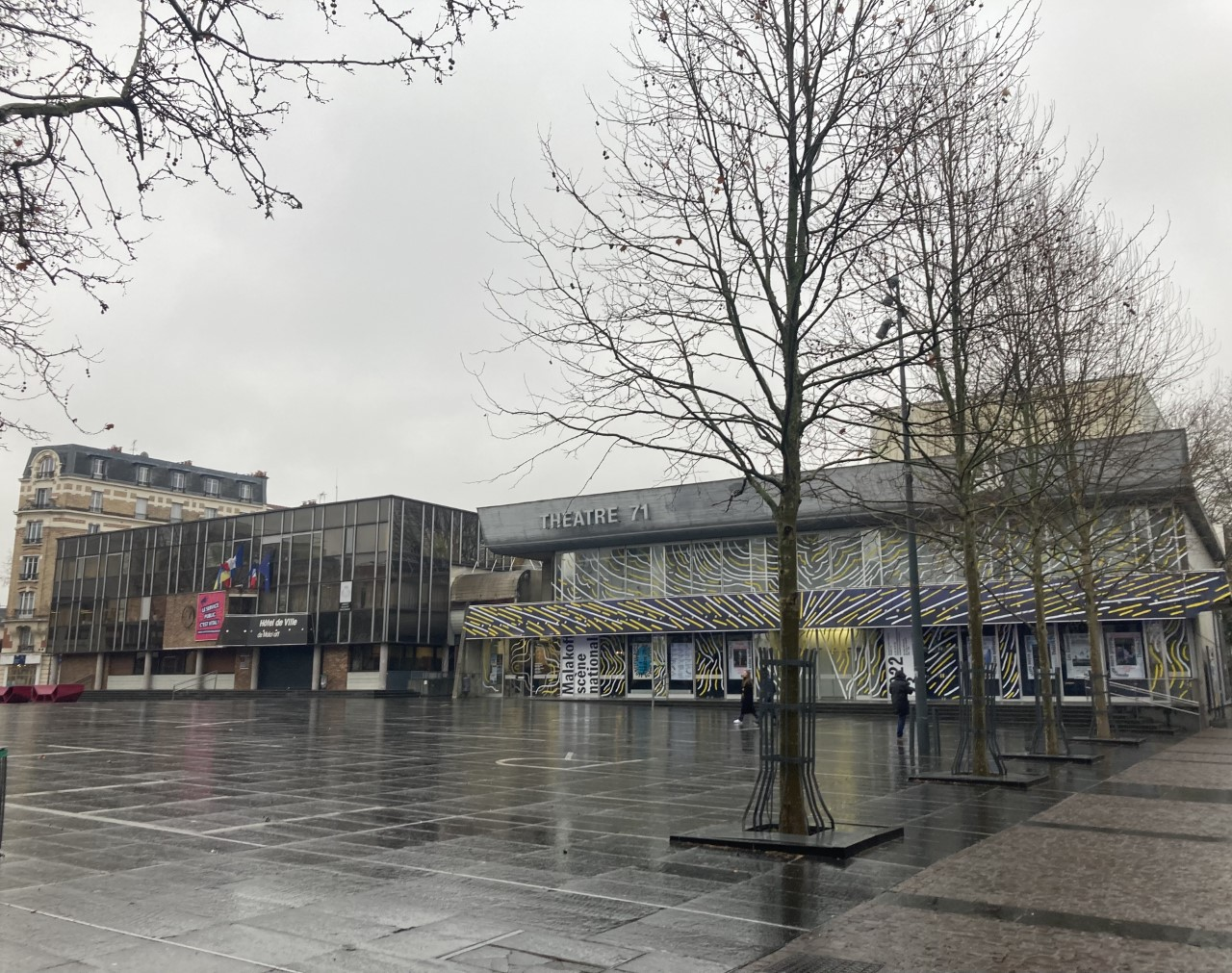
Le théâtre 71 à côté de l'hôtel de ville.

En 2011, Pierre-François Roussillon devient directeur du théâtre 71. D'abord concertiste, il a été le premier directeur du Trident (scène nationale de Cherbourg-Octeville), puis celui de la maison de la culture de Bourges. Dans la continuité de son prédécesseur, il consacre une grande partie de la programmation au théâtre, à la danse, à la musique et, au sein du cinéma Marcel-Pagnol, au cinéma d'art et essai.  
Chaque année, une part importante des spectacles s'adresse au jeune public.
Depuis le 1er septembre 2019, « Malakoff scène nationale » qui inclut le théâtre 71, le cinéma Marcel-Pagnol et la Fabrique des arts est dirigé par Armelle Vernier. Elle construit une programmation ouverte à tous les publics, pluridisciplinaire en matière de spectacle vivant et de cinéma, mettant notamment l’accent sur les nouvelles écritures théâtrales, la marionnette et le théâtre d’objet, les arts du mouvement et une ligne musicale teintée de jazz, étendue aux musiques actuelles et du monde.

## Équipement
Rénové en 1992, le théâtre dispose de :
- trois salles : la grande salle (513 places), le foyer-bar (120 places) et l'espace d’exposition, « La Fabrique des arts » (49 places) ;
- un espace destiné à la création et/ou aux répétitions : « La Fabrique des arts » ;
- une salle de cinéma : le cinéma Marcel-Pagnol classée art et essai (198 places) qui se trouve près du théâtre ;
- un bar, petite restauration sous la grande salle.

## Programmation
La programmation moyenne annuelle est composée ainsi :
- spectacle vivant : 34 propositions pour 116 représentations ;
- cinéma : 183 films sur 604 séances :
  - budget global (moyen par an) : 2,6 millions d'euros.